# Gilbert Gottfried
Gilbert Jeremy Gottfried (ur. 28 lutego 1955 w Nowym Jorku, zm. 12 kwietnia 2022 tamże) – amerykański komik i aktor. Znany ze swojego charakterystycznego skrzekliwego głosu, silnego nowojorskiego akcentu i ostrego poczucia humoru.

## Życiorys

### Wczesne lata
Urodził się w Coney Island w nowojorskim Brooklynie jako syn Lillian Zimmerman i Maxa Gottfrieda, właściciela sklepu ze sprzętem. Jego ojciec był polskim emigrantem żydowskim, z Galicji, który przybył do USA w 1912. Jego matka urodziła się w Nowym Jorku, w rodzinie rosyjsko–żydowskiej. Wychował się w rodzinie żydowskiej. Miał siostrę Arlene (zm. 2017).

### Kariera
Karierę komika rozpoczął już w wieku 15 lat, kiedy to amatorsko zajął się występami typu stand-up w Nowym Jorku. Po kilku latach, był już znany jako „komik komików”. 
W 1980, kiedy telewizja NBC wprowadzała zmiany personalne w popularnym programie rozrywkowym Saturday Night Live, jego producenci zauważyli Gottfrieda i zatrudnili. Jednak jego występy w programie znacznie się różniły od tych, do których później przywykli widzowie. Między innymi dlatego, że bardzo rzadko (jeśli w ogóle) mówił swoim charakterystycznym skrzeczącym głosem i nie mrużył oczu. Poza tym, nie pojawiał się za często w programie, ale miał swojego stałego bohatera w skeczu What’s It All About?.
Po udziale w Saturday Night Live (1980–1981), grał w sitcomach: Bill Cosby Show (1987) jako pan Babcock, Skrzydła (1994–1995) w roli Lewisa i Świat według Bundych (1995) w roli samego siebie. Ponadto sporadycznie występował w filmach, w tym jako szalony księgowy w komedii kryminalnej Tony’ego Scotta Gliniarz z Beverly Hills II (1987) i jako pan Peabody w komediach – Kochany urwis (1990), Kochany urwis 2 (1991) i Kochany urwis 3 (1995). 
W 2001 na Broadwayu był narratorem w musicalu The Rocky Horror Show. Zajął się również podkładaniem głosu a jego najbardziej rozpoznawalną postacią stała się papuga Jago z serialu animowanego Aladyn. Jako komik występował w niezliczonych programach rozrywkowych m.in. regularnie bywał w Jaya Leno. Wystąpił gościnnie jako Barney Bittman w serialu komediowym Hannah Montana (2008). 
W latach 2000–2011 użyczył głosu w reklamie firmy ubezpieczeniowej Aflac. W 2001 wziął udział w internetowej kampanii reklamowej nowego oprogramowania Microsoftu, pakietu Office XP. 

## Życie prywatne
3 lutego 2007 ożenił się z Darą Susann Kravitz. Mieli córkę Lily Aster (ur. 12 czerwca 2007) i syna Maxa Aarona (ur. 18 maja 2009).

### Śmierć
Zmarł 12 kwietnia 2022 na Manhattanie w wieku 67 lat z powodu nawracającego częstoskurczu komorowego powikłanego dystrofią miotoniczną typu II. 

## Filmografia

### Filmy
- 1984: Dom Boży jako sanitariusz
- 1985: Zła diagnoza jako Tony Sandoval
- 1987: Gliniarz z Beverly Hills II jako Sidney Bernstein
- 1988: Koń mądrzejszy od jeźdźca jako dentysta
- 1988: Balanga na autostradzie jako facet sprzedający suszarki
- 1990: Przygody Forda Fairlane’a jako Johnny Crunch
- 1990: Kochany urwis jako pan Peabody
- 1990: I kto to mówi 2 jako Joey
- 1991: Seeing Is Believing jako Gilbert Gottfried
- 1991: Autostrada do piekła jako Hitler
- 1991: Kochany urwis 2 jako pan Peabody
- 1992: Aladyn - Jago (głos)
- 1994: Impreza 3 jako Luggage Clerk
- 1994: Saved by the Bell: Wedding in Las Vegas jako Bert Banner
- 1994: Świadek koronny jako Rene
- 1995: Kochany urwis 3 jako doktor Peabody
- 1997: Oszołom Show jako pan Harry Karp
- 1997: Podrywacz jako Tony the Doorman
- 1999: Droga przez życie jako Alan Levy
- 2002: Więzienie dla świrów jako ochroniarz
- 2004: The Amazing Floydini jako dziwny facet
- 2006: Ostatnia wola jako Bum
- 2009: Hysterical Psycho jako pan G
- 2010: Jack and the Beanstalk jako Grayson

### Seriale
- 1984 – 1992: Bill Cosby Show jako pan Babcock
- 1984 – 1992: Night Court jako Oscar Brown
- 1987 – 1997: Świat według Bundych jako on sam
- 1987 – 1993: Inny świat jako sierżant
- 1988 – 1992: Superboy jako Nick Knack
- 1989 – 1992: One Night Stand jako on sam
- 1990 – 1997: Skrzydła jako Lewis
- 1991 – 1994: Herman's Head (gościnnie)
- 1991 – 1999: Jedwabne pończoszki jako Billy
- 1991 – 1996: Czy boisz się ciemności ? (gościnnie)
- 1992 – 1999: Szaleję za tobą jako właściciel Spanky’ego
- 1993 – 1998: Living Single jako Larry Friedlander
- 1995 – 1999: The Parent 'Hood jako kierownik
- 1995 – 1997: The Twisted Adventures of Felix the Cat jako różne głosy
- 1995 – 1999: In the House jako pan Comstock
- 1996 – 1999: Słodkie zmartwienia jako egzaminator DMV
- 1996 – 1998: Muppets Tonight jako on sam (gościnnie)
- 1998 – 2002: V.I.P. jako on sam
- 1998 – 2004: Jak pan może, panie doktorze ? jako Alan
- 2001: Nagi patrol jako Noccus Johnstein
- 2003: CSI: Kryminalne zagadki Las Vegas jako komik
- 2005: Harcerz Lazlo jako pan Cotton / puszysty niedźwiedź (głos)
- 2008: Hannah Montana jako Barny Bittmen (gościnnie)